# Vladivostoque
Vladivostoque (em russo: Владивосто́кⓘ; Vladivostok) - mais conhecida como Vladivostok - é a maior cidade portuária da Federação Russa no oceano Pacífico, e o centro administrativo do Krai de Primorsky, pertencente ao Distrito Federal do Extremo Oriente. Situa-se na entrada da Baía do Chifre de Ouro, no fim da península Muravyov-Amursky e às margens do mar do Japão, a uma curta distância da fronteira da Rússia com a China e a Coreia do Norte. É o porto onde está estacionada a Frota Russa do Pacífico.
A cidade tem cerca de 610 000 mil habitantes (censo de 2020). Foi fundada em 1860 tornando-se capital da região em 1888. A cidade é o terminal da ferrovia Transiberiana (km. 9 288), ferrovia essa que chegou a cidade em 1903. As maiores indústrias são a da pesca e dos transportes marítimos.
Vladivostok sediou o encontro anual da APEC em 2012. Em preparação para o evento, a infraestrutura da cidade foi renovada e melhorada. Duas grandiosas pontes estaiadas foram construídas. Uma delas liga o continente à ilha Russky, onde foi realizado o evento, sendo a mais longa ponte estaiada do mundo. 

## Toponímia
O nome Vladivostok (Владивосток) pode ser traduzido como "reinar sobre o Oriente", um nome baseado em Vladikavkaz (lit. "reinar sobre o Cáucaso"), à época uma fortaleza russa no Cáucaso. O nome tradicional chinês da cidade é Hǎishēnwǎi (海參崴; literalmente "desfiladeiros do pepino do mar").  Na China continental é conhecida oficialmente pela transliteração Fúlādíwòsītuōkè (符拉迪沃斯托克) hoje em dia, ainda que seu nome original chinês, Hǎishēnwǎi (海參崴), ainda seja comumente usado pelos chineses e em Taiwan. O nome japonês da cidade é Urajiosutoku (ウラジオストク), uma transliteração aproximada do original russo, escrita originalmente em kanji como 浦塩斯徳, e frequentemente abreviada para Urajio (ウラジオ; 浦塩).  Em coreano, o nome é transliterado como Beulladiboseutokeu (블라디보스토크), na Coreia do Sul, Ullajibosŭttokhŭ (울라지보스또크) na Coreia do Norte, e Beullajiboseu-ttokeu (블라지보스또크) pelos coreanos na China.

## História
O território sobre o qual se localiza a atual Vladivostok fez parte de diversas nações, como os balhaes, os jurchens, o Império Mongol e a China, antes que a Rússia adquirisse toda a chamada Província Marítima e a ilha de Sacalina, através do Tratado de Aigun (1858). 
A China, que havia acabado de ser derrotada pelos britânicos na Guerra do Ópio, não foi capaz de manter a região. A costa do Pacífico próxima à atual cidade foi povoada principalmente pelos chineses, jurchens, manchus e coreanos, durante o período da dinastia imperial chinesa Qing. Um baleeiro francês que visitou a região de Zolotoy Rog em 1852 descobriu aldeões e pescadores chineses ou manchus no litoral da baía.
Um entreposto naval foi fundado em 1859 pelo conde Nikolay Muravyov-Amursky, que deu o nome da cidade seguindo o modelo de Vladikavkaz, uma fortaleza russa no Cáucaso. Um sistema elaborado de fortificações foi erguido entre as décadas de 1870 e 90, e uma ligação telegráfica com Xangai e Nagasaki foi aberta em 1871, ano em que o porto comercial da região, anteriormente localizado em Nikolayevsk-sobre-o-Amur, foi transferido para a região. O brasão-de-armas municipal, que representa o tigre siberiano, foi adotado em março de 1883.
A economia da cidade recebeu um estímulo em 1903, com a finalização da Ferrovia Transiberiana, que ligava Vladivostoque a Moscou e à Europa. A primeira escola secundária da cidade foi aberta em 1899. Às vésperas da Revolução Bolchevique Vladivostoque teve grande importância militar para a República do Extremo Oriente, o Governo Provisório de Piramurye e a chamada Intervenção Aliada, que consistia de tropas do Japão, dos Estados Unidos, Canadá, Tchecoslováquia, e outros países. A tomada da cidade pelo Exército Vermelho, comandado por Ieronim Uborevich, em 25 de outubro de 1922, marcou o fim da Guerra Civil Russa.
A cidade era considerada a principal base naval da Frota Soviética do Pacífico. Foi em Vladivostok que Leonid Brejnev e Gerald Ford realizaram as negociações para a limitação de armas estratégicas, em 1974; à época, os dois países decidiram estabelecer limites na quantidade de diversos sistemas de armas nucleares, e banir a construção de novos lança-mísseis sediados em terra (ICBM). 
Em dezembro de 2008 ocorreram diversos protestos em Vladivostok, que teriam se iniciado a partir da cobrança pelo governo de impostos mais altas de importação sobre carros usados; os manifestantes, que portavam cartazes pedindo a renúncia do então presidente russo Vladimir Putin, bloquearam ruas, acenderam fogueiras e pararam o tráfego no centro da cidade, chegando até mesmo a bloquear o aeroporto da cidade por um breve período antes de serem reprimidos pelas forças policiais. 

## Geografia
A cidade está localizada na extremidade sul da Península de Muravyov-Amursky, península essa que possui aproximadamente 30 km de comprimento e 12 km de largura. 
O ponto de maior altitude da cidade é o Monte Kholodilnik, elevando-se a 257 metros acima do nível do mar. Embora a Colina do Ninho da Águia seja conhecida por ser o ponto mais alto da cidade, possuindo 199 ou 214 metros de altitude, a depender das fontes, essa designação é imprecisa pelo fato de que a colina é o ponto mais alto da região central da cidade, enquanto o Monte Kholodilnik é o ponto mais alto de toda Vladivostoque. 
Por conta de sua localização no extremo sudeste do extremo oriente russo, a cidade está geograficamente mais próxima de Anchorage ou da cidade de Darwin, do que de Moscou, capital do país. É interessante notar que o município também está mais próximo de Honolulu, no Havaí, do que da cidade russa de Sóchi, conhecida por sediar os Jogos Olímpicos de Inverno em 2014. 
Vladivostoque também está mais a oeste do que qualquer território chinês (ao sul da cidade) ou da península coreana.

## Esporte
A cidade de Vladivostok é a sede do Estádio Dínamo e do FC Luch-Energiya Vladivostok, que participa do Campeonato Russo de Futebol.

## Turismo
A primeira coisa que chama a atenção desde a plataforma da estação ferroviária é um edifício único do terminal da Ferrovia Transiberiana, construída há mais de um século. O poder da marinha russa no Oceano Pacífico fica em exibição a partir da plataforma do terminal marítimo adjacente, esses dois locais são obrigatórios durante uma excursão a Vladivostoque.
Como em outras sedes navais, Vladivostoque celebra a frota russa com vários museus. Assim, certifique-se de colocar o submarino da era da Segunda Guerra Mundial S-56, localizado na costa do Corno de Ouro (o primeiro submarino soviético a circunavegar o globo) em seu itinerário em Vladivostoque.
Um dos destinos mais populares do Extremo Oriente russo, Vladivostoque oferece aos seus visitantes muitas opções para um lugar para ficar. Você encontrará muitos hotéis com localização central, além de áreas residenciais; e devido à localização da baía da cidade, os quartos com vista para o mar não são uma característica incomum. Vários hotéis de luxo atendem a viajantes abastados, enquanto aqueles com orçamentos mais modestos também encontrarão muitas opções, incluindo hotéis menores, pousadas e albergues. Se você preferir acomodações auto-suficientes, procure apartamentos em alguns dos locais mais populares da cidade.

## Cidades irmãs
A cidade de Vladivostoque possui as seguintes cidades-irmãs:
- Akita, Japão
- Busan, Coreia do Sul
- Dalian, China
- Hakodate, Japão
- Harbin, China
- Cidade de Ho Chi Minh, Vietnã
- Incheon, Coreia do Sul
- Juneau, Estados Unidos
- Kota Kinabalu, Malásia
- Manta, Equador
- Niigata, Japão
- Pohang, Coreia do Sul
- San Diego, Estados Unidos
- Tacoma, Estados Unidos
- Tskhinvali, Ossétia do Sul
- Vladikavkaz, Rússia
- Wonsan, Coreia do Norte
- Yanbian, China

Arcos com os nomes dessas cidades foram erguidos num parque dentro da cidade em 2010.

## Personalidades
- Alexandra Biriukova (1895 - 1967), arquiteta
- Alexei Volkonski (1978), canoísta
- Anna Shchetinina (1908-1999), capitã
- Chong Sang-chin (1918-2013), poeta koryo-saram e soldado soviético
- Elmar Lohk (1901-1963), arquiteto
- Eugene Kozlovsky (1946), escritor
- Feliks Gromov (1937), almirante
- Igor Ansoff (1918-2002), matemático
- Igor Kunitsyn (1981), tenista
- Igor Tamm (1895-1971), Nobel de Fìsica de 1958
- Ilya Lagutenko (1968), cantora
- Ivan Vasiliev (1989), bailarino
- Kristina Rihanoff (1977), dançarina
- Ksenia Kahnovich (1987), modelo
- Lev Knyazev (1924-2012), escritor
- Liah Greenfeld (1954), acadêmica
- Lilia Akhaimova (1997), ginasta
- Mary Losseff (1907-1972), cantora e atriz
- Mikhail Koklyaev (1978), strongman
- Natalia Pogonina (1985), enxadrista
- Nikolay Dubinin (1907-1998), biólogo
- Paul Portnyagin (1903-1977), padre greco-católico, professor e orientalista
- Peter A. Boodberg (1903-1972), acadêmico e linguista
- Stanislav Petrov (1939-2017), soldado, impediu uma guerra nuclear
- Svoy (1980), músico
- Swathi Reddy (1987), atriz indiana
- Victor Zotov (1908-1977), botânico
- Vitali Kravtsov (1999), jogador de hóquei no gelo
- Vladimir Arsenyev (1872-1930), explorador
- Vladimir Ossipoff (1907-1998), arquiteto
- Wes Hurley (1981), cineasta
- Yi Dong-hwi (1873-1935), comunista coreano
- Yui Brynner (1920-1985), ator